# ごきげんよう
ごきげんよう（御機嫌好う）は、 日本語の挨拶のひとつ。出会った時や別れの際に、相手の健康状態を伺う意味合いを込めて交わされる。

## 概要
元は京都の宮中で発生した御所ことばで、女官が天皇・皇后に会う際に、まず両者に対するご機嫌伺いから始まることから、「お揃いあそばされましてご機嫌よう」という挨拶が行われた。身分によっては「ご機嫌よう」ではなく「ご機嫌さんよう」と、より遜る必要があった。近代以降は主に山の手言葉として使われるようになったが、これは当時皇族や華族・上流階級の女子が多く学んでいた跡見女学校に淵源を発し、一般に広まっていったものといわれる。1950年代頃には、様々な古い言葉遣いがなくなっていく中で、「ご機嫌よう」はまだ旧公家・華族の間で使用されていた。
21世紀の現在では死語となりつつあるが、学習院女子中・高等科や学習院女子大学、東洋英和女学院、関東国際高等学校、聖心女子大学、桜の聖母学院中学校・高等学校、跡見学園女子大学、大妻多摩中学高等学校、白百合学園中学校・高等学校、聖ヨゼフ学園中学校・高等学校などの一部の私立学校では挨拶として日常的に用いられている。